# 舍斯特
舍斯特（法語：Cheust）是法国上比利牛斯省的一个市镇，位于该省中西部，属于阿热莱斯加佐斯特区（Argelès-Gazost）和卢尔德第二县（Lourdes-2）。该市镇总面积3.06平方公里，2009年时的人口为84人。

## 人口
舍斯特人口变化图示